# Menothprotektoratet
Menothprotektoratet är en teokrati i den fiktiva världen Iron Kingdoms skapad av spelföretaget Privateer Press. Protektorarets invånare dyrkar skapelseguden Menoth och anser att övriga religioner i världen bör komma i andra hand. För att påtvinga sin övertygning på andra folk för de korståg i syfte att återuppliva de prästerskapsherravälde som rådde i forntida dagar.

## Historia
Protektoratet skapades som en följd av det Cygnariska inbördeskriget, ett krig utkämpat mellan Menothkyrkan och kungariket Cygnars statskyrka, Morrowkyrkan. De ursprungliga avtalen begränsade den nya nationen mycket strikt diplomatiskt. Officiellt sett tillhörde protektoratet fortfarande Cygnar och var skattepliktiga till Cygnars krona. Meniterna tilläts dock att följa sina egna lagar och att ha en egen inrikespolitik. De förbjöds att skapa en stående armé men minimala försvarstrupper tilläts i form av tempelvakter och polisväsende i form av munkorden "Knytnävsorden". Protektoratets ledare ignorerade dock denna punkt i avtalet och byggde i hemlighet upp en militär styrka bestående av både moderna ångdrivna warjacks och mer traditionella riddare. I det krigstillstånd som nu råder har slöjan kastats av och de andra nationerna i "Iron Kingdoms" har blivit smärtsamt uppmärksammade på vad denna uppstickarnation är kapabel till att åstadkomma i krigsväg. Trots sin relativt lilla befolkning, svårigheten att skapa en homogen krigsmaskin i hemlighet och bristande råvaror har Protektoratet lyckats slå sig in på slagfälten i "Iron Kingdoms".

## Religion
Meniterna dyrkar som ovan nämnt skapelseguden Menoth vilken de håller för människans och världens skapare. Guden anses straffa hårt i världen efter denna, Urcaen, de vars liv inte kan anses vara värdiga. Med anledning därav strävar alla sanna meniter till att göra nytta i livet. Prästerskapet predikar att det bästa sättet till räddningen är konvertering av hedningar eller dödande av de som inte vill konvertera. Detta folkets brinnande tro anses vara den främsta anledningen till att protektoratets lyckats etablera sig som suverän nation trots alla odds.